# .sk
.sk (Inglês: Slovakia) é o domínio de topo (ccTLD) na Internet da Eslováquia, actualmente gerido pela SK-NIC.
.sk é o código de dominio da internet que a partir de 1993 refere-se à Eslováquia. Antes da divisão da Tcheco-Eslováquia o código era .cs